# Franz Schenk von Stauffenberg

Franz Schenk von Stauffenberg

Franz Wilhelm Karl Maria Gabriel Schenk Freiherr von Stauffenberg (* 14. August 1878 in Rißtissen; † 9. November 1950 in Riedlingen) war deutscher Gutsbesitzer (Wilflingen, Rißtissen, Geislingen (Zollernalbkreis)), Unternehmer und Politiker. Er gehörte zum schwäbischen Adelsgeschlecht der Schenken von Stauffenberg. Alle lebenden Träger des Namens Freiherr Schenk von Stauffenberg stammen von ihm ab.

## Familie
Er war das zehnte und jüngste Kind und der einzige das Kindesalter überlebende Sohn des Freiherrn Franz August Schenk von Stauffenberg (* 3. August 1834 in Würzburg; † 2. Juni 1901 in Rißtissen) und der Gräfin Ida von Geldern-Egmont (* 16. Oktober 1837 in Turnstein; † 27. März 1887 in Pallanza).
Franz war verheiratet (⚭ 27. Mai 1903 im Bonner Münster) mit Gräfin Huberta Berta Wolff-Metternich (* 24. Juli 1882 in Satzvey; † 21. Januar 1952 in Husum).
Sie hatten fünf Kinder:
- Mechthild Ida Huberta Marie (* 5. März 1904 in München; † 1991 in Hugstetten);
- Werner (* 10. Mai 1905 in Stuttgart; † 196?);
- Marie Elisabeth (* 18. Juli 1906 in Rißtissen; † 18. März 1907 in Satzvey);
- Friedrich (* 19. Mai 1908 in Rißtissen; † 25. März 1982 in München);
- Hans Christoph (* 7. Oktober 1911 in Rißtissen; † November 2005 in München).

## Biographie
Baron Franz von Stauffenberg besuchte das Gymnasium in Augsburg und als Zögling der königlichen bayerischen Pagerie das Wilhelmsgymnasium München (Abitur 1896). Ab 1897 studierte er an der Ludwig-Maximilians-Universität München, ab 1898 an der Humboldt-Universität zu Berlin und ab 1901 in Bonn-Poppelsdorf und an der Universität Hohenheim. Zwischen 1902 und 1903 war er darüber hinaus an der Staatswissenschaftlichen Fakultät der Universität Tübingen für Forstwissenschaften eingeschrieben. Beim Militärdienst wurde er Leutnant der Reserve der Schweren Reiter, dann Rittmeister (heute: Hauptmann) und schließlich Bataillonskommandeur im Königlich Bayerischen 20. Infanterie-Regiment „Prinz Franz“. Er nahm am Ersten Weltkrieg von 1914 bis 1918 teil und wurde 1918 durch eine schwere Verwundung halbseitig gelähmt. Er wurde als Oberstleutnant a. D. entlassen. Nach dem Ersten Weltkrieg lebte er überwiegend in Wilflingen.
Er war Mitbegründer und 1. Vorsitzender der Oberschwäbischen Elektrizitätswerke OEW sowie Mitbegründer des Stuttgarter Milchhofs und der OMIRA Ravensburg.

## Politische Laufbahn
Bis zum Ende des Kaiserreiches war Franz von Stauffenberg ritterschaftliches Mitglied der Ersten Kammer des Landtags in Stuttgart und während der Weimarer Republik Mitglied des Reichstages von Mai 1924 bis Mai 1928 und von September 1930 bis März 1933 (DNVP; Wahlkreis 31 Württemberg). Ab November 1933 gehörte er dem Reichstag über die württembergische Wahlliste der NSDAP an.
Stauffenberg war Mitglied der Gäa, der 1922 gegründeten wichtigen Propagandaschaltstelle der Rechten in Süddeutschland.

## Ehrungen
- 1914 Ehrenkreuz des Ordens der württembergischen Krone
- Die Universität Hohenheim verlieh ihm den Dr. h. c.